# 西平门
西平门，俗称大西门，合肥城门之一，寓意西方太平，位于今长江中路与环城公园西路交口附近。《合肥县志》载其“楼五楹，有铜身关帝像”。因多次未被攻下而有“铁打庐州城，雄关西平门”一说。